# Iringa (Distrikt)
Iringa ist ein Distrikt der Region Iringa in Tansania mit dem Verwaltungszentrum in der gleichnamigen Stadt Iringa. Der Distrikt grenzt im Norden an die Regionen Singida und Dodoma, im Osten an die Distrikte Kilolo und Iringa (MC), im Süden an den Distrikt Mufindi und im Südwesten und im Westen an die Region Mbeya.

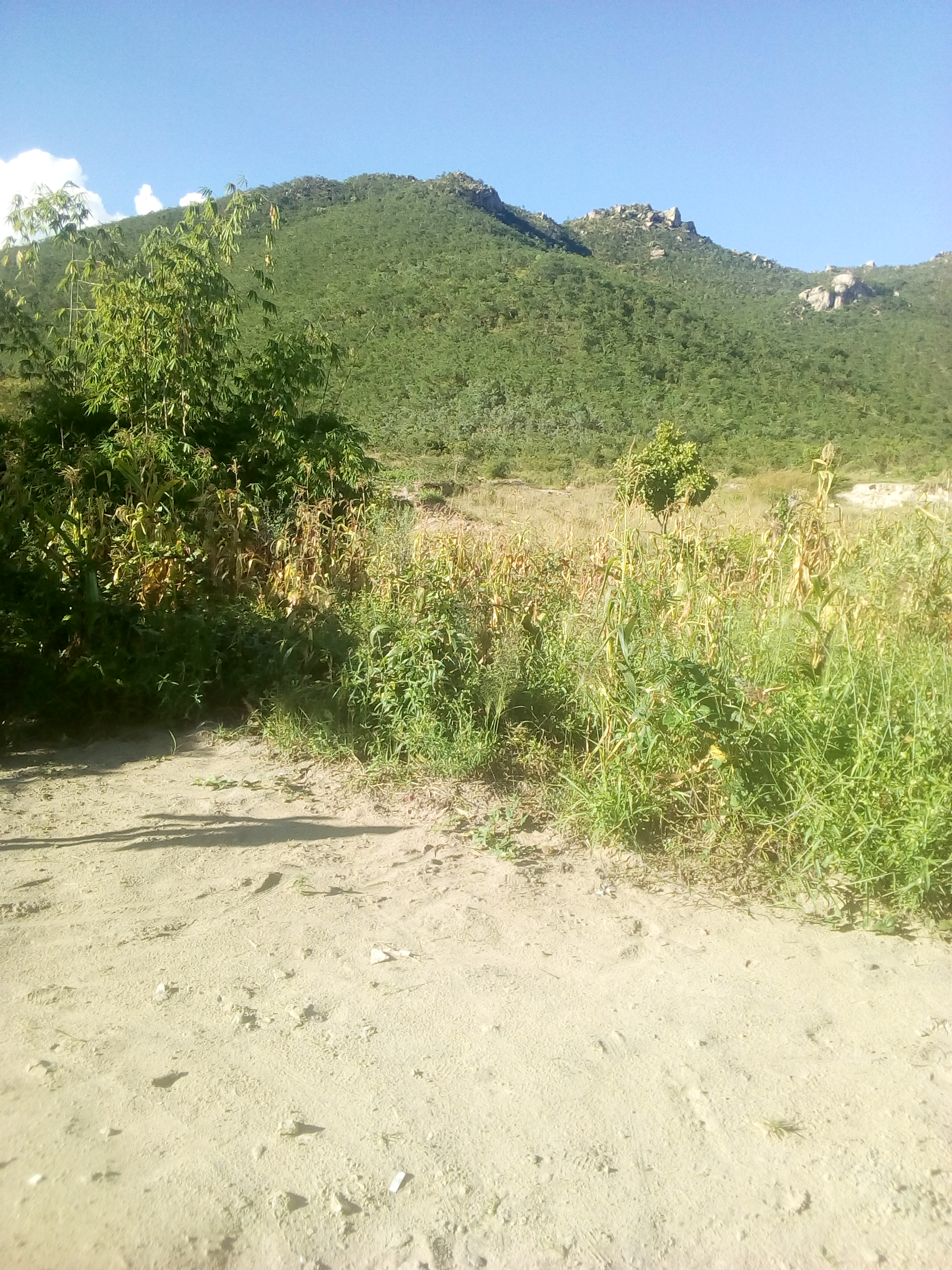
Landschaft im Distrikt Iringa

Flüsse im Einzugsgebiet des Rufiji

## Geographie
Der Distrikt ist 20.414 Quadratkilometer groß und hat 315.354 Einwohner (Volkszählung 2022). Er liegt im nordwestlichen Teil der Region und ist Teil des zentralen Plateaus, einer von kleinen Hügeln unterbrochenen Ebene. Das Gebiet lässt sich in zwei Landschaftsformen gliedern:
- Das Tiefland, das zwischen 900 und 1200 Meter hoch liegt. Es regnet 500 bis 600 Millimeter im Jahr und die Durchschnittstemperatur reicht von 20 bis 30 Grad Celsius.
- Das Hochplateau mit einer Meereshöhe von 1200 bis 1600 Meter. Hier fallen Niederschläge zwischen 600 und 1000 Millimeter im Jahr bei Temperaturen von 15 bis 20 Grad Celsius.[4]

Die wichtigsten Gewässer des Distriktes sind der Große Ruaha, der den Distrikt von Südwesten nach Nordosten durchfließt. Der Kleine Ruaha ist ein rechter Nebenfluss, der durch die Hauptstadt Iringa fließt. Die Nordwestgrenze bildet der Njombe, der in den Kisigo mündet. Dieser ist Grenzfluss im Norden, bis er in den Ruaha mündet. Beim Zusammenfluss von Ruaha und Kisigo wurde der Mtera-Stausee zur Stromgewinnung errichtet.

## Geschichte
Iringa wurde bereits im Jahr 1964 Distrikt, als die Region Iringa gegründet wurde. Im Jahr 1970 wurden der Distrikt Mufindi und 2006 der Distrikt Kilolo abgespalten.

## Verwaltungsgliederung
Der Distrikt gliedert sich in 28 Bezirke (Wards):
- Idodi
- Ifunda
- Ilolompya
- Itunundu
- Izazi
- Kalenga
- Kihanga
- Kihorogota
- Kising’a
- Kiwere
- Luhota
- Lumuli
- Lyamgungwe
- Maboga
- Magulilwa
- Mahuninga
- Malengamakali
- Masaka
- Mboliboli
- Mgama
- Migoli
- Mlenge
- Mlowa
- Mseke
- Nyang'oro
- Nzihi
- Ulanda
- Wasa

## Bevölkerung
Die größte ethnische Gruppe sind die Hehe, die beinahe 90 Prozent der Bevölkerung bilden. Die Einwohnerzahl im Distrikt stieg von 205.504 bei der Volkszählung 1988 auf 245.033 im Jahr 2002 und weiter auf 254.032 bei der Volkszählung 2012. Im Jahr 2022 lebten 315.354 Menschen in 81.106 Haushalten:
| Volkszählung | Einwohner |
| ------------ | --------- |
| 1988         | 205.504   |
| 2002         | 245.033   |
| 2012         | 254.032   |
| 2022         | 315.354   |

## Einrichtungen und Dienstleistungen
- Bildung: An Bildungseinrichtungen gibt es im Distrikt 113 Vorschulen, 148 Grundschulen und 36 weiterführende Schulen. Von diesen sind 28 staatlich und 8 privat (Stand 2015).[9]
- Gesundheit: Für die medizinische Betreuung der Bevölkerung stehen ein Krankenhaus, acht Gesundheitszentren und 68 Apotheken zur Verfügung.[10]

| - Landwirtschaft: Im Tiefland werden Mais, Reis, Zwiebeln, Tomaten, Bananen, Nüsse, Baumwolle, Sorghum, Maniok, Mangos, Orangen, Cashewnüsse, Papaya, Sesam und Süßkartoffeln angebaut. In den höheren Lagen überwiegen Tabak, Sonnenblumen, Kohl, Weizen, Sojabohnen, Mais, Tomaten, Süßkartoffeln, Kartoffeln, Bohnen, Sesam, Gemüse und Obst. Neben dem Ackerbau ist auch die Viehwirtschaft wichtig. Von der Landbevölkerung hielten 95 Prozent der Familien Nutztiere. Hauptsächlich wurden Hühner, Rinder und Ziegen gezüchtet (Stand 2019). - Fischerei: Durch den Mtera-Stausee gewann die Fischerei an Bedeutung. Im Jahr 2019 waren 1500 Fischer mit 1126 Booten mit dem Fischfang beschäftigt. Der sinkende Wasserstand im Großen Ruaha beeinträchtigt die Fangraten. Als Ersatz werden Fischteiche angelegt. | Hier fehlt eine Grafik, die leider im Moment aus technischen Gründen nicht angezeigt werden kann. Wir arbeiten daran! |

- Imkerei: Im Jahr 2012 hielten Imker im Distrikt 14.000 traditionelle und 7000 moderne Bienenstöcke.[15]
- Tourismus: Die größte Touristen-Attraktion ist der Ruaha-Nationalpark[16]
- Straßen: Die wichtigsten Straßenverbindungen sind die Nationalstraßen T1 und T5. Die Nationalstraße T1 verläuft durch den Süden des Distrikts. In der Hauptstadt Iringa zweigt von ihr die Nationalstraße T5 ab, die nach Norden zur Hauptstadt Dodoma führt.[17][18]

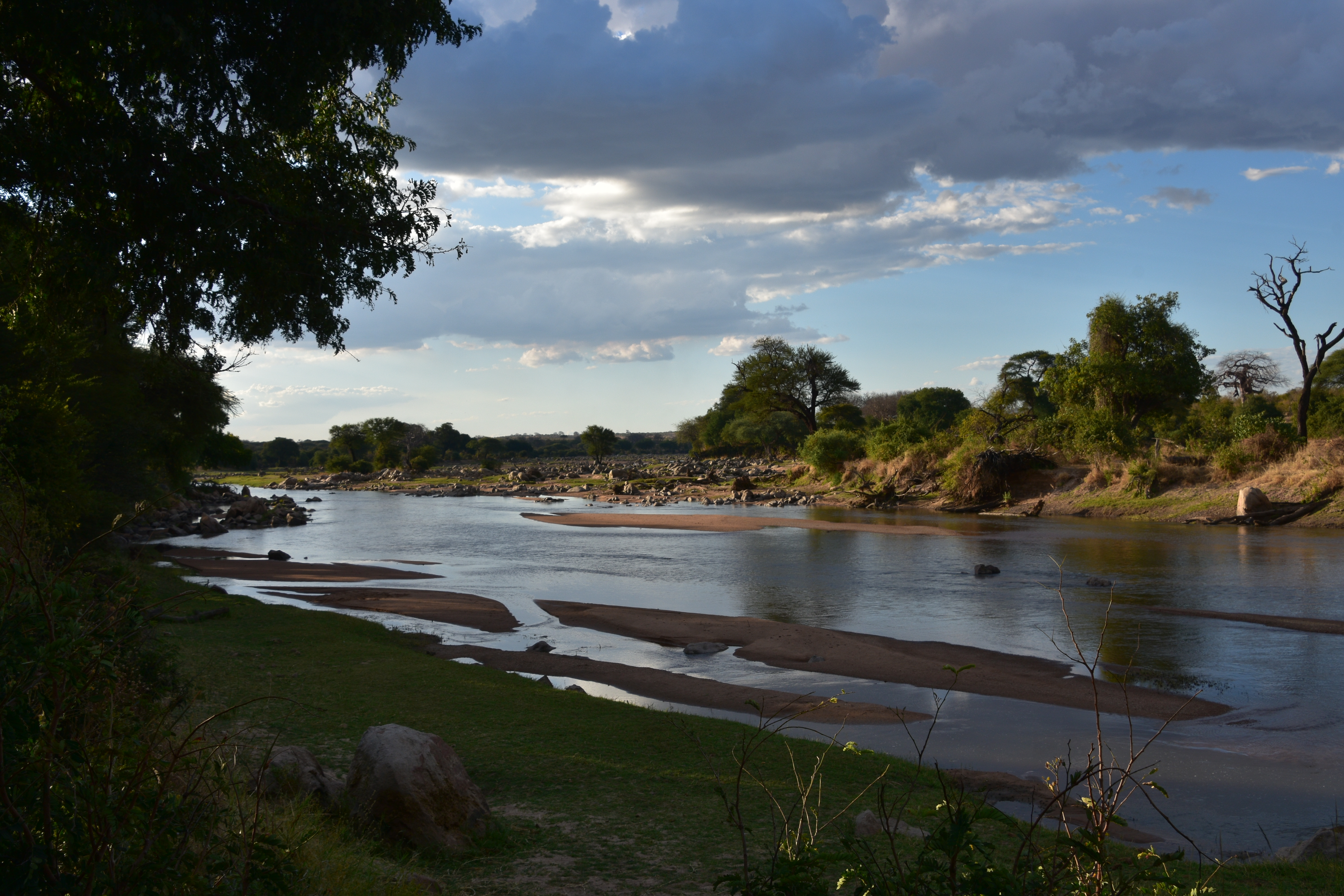
Der Fluss Ruaha im Ruaha-Nationalpark

## Naturschutzgebiete, Sehenswürdigkeiten
- Ruaha-Nationalpark: Große Teile des 20.300 Quadratkilometer großen Nationalparks liegen im Westen des Distriktes.[19] Im Fluss Ruaha, der in der Regenzeit ein reißender Strom ist und in der Trockenzeit zu einem Bach wird, leben Krokodile und Flusspferde. Der Park beherbergt die größten Elefantenherden Afrikas und eine große Anzahl von Raubtieren. Neben Löwen, Leoparden, Geparden, Hyänen und Schakalen leben hier auch die seltenen Wildhunde.[20]
- Mtera-Stausee: Im 1975 zur Elektrizitätsgewinnung gebauten Stausee brütet wegen seiner flachen Wasserzonen und des Totholzes auch eine große Zahl von Wasservögeln.[21]

## Persönlichkeiten

### Söhne und Töchter der Stadt
- Augustine Mahiga, geboren 28. August 1945 in Tosamaganga, Außenminister von Tansania von 2015 bis 2019, gestorben 1. Mai 2020 in Dodoma

- William Lukuvi, geboren 15. August 1955 in Mapogoro, seit 2015 Minister für Land, Wohnen und Siedlungsentwicklung.